# Kellococha (Cusco)
Kellococha (également orthographié Kellococha, Kelloccocha, Quellococha, ou encore Qellococha, Qelloqocha, Q'elloqocha) est un lac au Pérou situé dans le département de Cusco, province d'Urubamba, district de Huaylllabamba. Kellococha est connue pour ses bois de polylepis, qui se trouvent également au lac voisin nommé Yanacocha. 